# Shuaib Khan
Shuaib Khan (født 3. november 1986) også kaldet "Shabbi" er bandeleder for Loyal to Familia. Khan er født og opvokset i Danmark, men han er pakistansk statsborger. Den 20. november 2018 blev han i Højesteret idømt tre måneders fængsel samt seks års udvisning af Danmark for trusler mod en politiassistent under en visitation på Nørrebro i København. Sagen mod ham fik stor politisk opmærksomhed, da den kørte ved de danske domstole. Khan anlagde efterfølgende sag mod Danmark ved Den Europæiske Menneskerettighedsdomstol i Strasbourg, som den 12. januar 2021 slog fast, at Højesterets afgørelse om at udvise Shuaib Khan var i orden.
Den 8. oktober 2008 blev han ved Retten i Aalborg idømt 8 års fængsel for vold med døden til følge. Han blev dømt for drabet på den 21-årige William Lennon Davis, som den 7. april 2007 døde efter 14 knivstik i Jomfru Ane Gade i Aalborg.

## Baggrund
Hans bedsteforældre flyttede fra Pakistan i midten af  1960'erne og i dag bor det meste af hans familie i Danmark og Storbritannien. Han er søn af den tidligere lokalpolitiker Wallait Khan, der har siddet i Københavns Borgerrepræsentation. Han har gået på Hellig Kors Skolen og Øster Farimagsgades Skole og har været medlem af en fodboldklub.

### Loyal to Familia
Mens han afsonede i Nyborg Statsfængsel fik han ideen til at grundlægge banden Loyal to Familia. Banden blev dannet i 2013. Den spillede i 2017 en stor rolle i bandekonflikten i København, der resulterede i adskillige skudepisoder forskellige steder i hovedstadsområdet. Gruppen lå ifølge politiet i konflikt med flere grupperinger fra blandt andet Mjølnerparken og Nordvestkvarteret. LTF havde i 2021 omkring 100 medlemmer. Medlemmer af LTF har flere gange været i offentlighedens søgelys for blandt andet skyderier, narkokriminalitet og drab. Siden 2018 har LTF været forbudt ved lov, idet foreningen virker ved vold.

### Kriminalitet
Fra 2003 til 2017 fik Shuaib Khan 13 domme i Danmark, hvoraf størstedelen handler om personfarlig kriminalitet. I 2015 blev han bl.a. idømt seks måneders fængsel for at have overfaldet Abderazzok Benarabe, også kaldet "Store A", som tidligere var en ledende skikkelse i bandemiljøet på Nørrebro i København. Overfaldet på "Store A" skete under en gårdtur i Vestre Fængsel, hvor Khan afsonede en fængselsstraf for i 2013.